# Piper montium
Piper montium är en pepparväxtart som beskrevs av C. Dc.. Piper montium ingår i släktet Piper och familjen pepparväxter. Inga underarter finns listade i Catalogue of Life.